# 김지영 (1938년)
김지영(金志暎, 본명: 김효식 , 본명 한자: 金孝植, 1937년 7월 24일 ~ 2017년 2월 19일)은 대한민국의 배우이다.
함경북도 청진에서 출생하여 한때 경성부에서 잠시 유년기를 보낸 적이 있으며, 경기도 인천 제물포에서 성장하였고 1956년 인천여자고등학교를 졸업하고 이듬해인 1957년 연극 《상속자》를 통하여 연극배우로 첫 데뷔 후 1964년 김기덕 감독의 영화 《맨발의 청춘》의 단역을 통하여 영화배우로 데뷔하였으나, 남편이 심장병,위암과 함께 폐결핵,뇌색전으로 쓰러지고 1남 3녀를 가르치기 위해 수많은 영화에 나왔지만 단역만 맡았던 과거를 뒤로하고 각종 사투리 덕에 이후로 승승장구했다.
2004년 TV 드라마 《장미빛 인생》에 출연하여 활약했으며, 2013년에는 영화 《고령화가족》에도 출연하여 인기를 끌었다. 2017년 2월 19일에 폐암과 폐렴이 겹치면서 합병증으로 서울성모병원에서 향년 80세를 일기로 세상을 떠났으며 이후 아들 임상후(林孀煦)씨는 어머니가 돌아가신 충격으로 췌장암과 심근경색으로 쓰러져 인천적십자병원에서 2017년 10월 15일 본인 생일을 여드레 앞두고 오전 7시경 숨졌으며, 딸 임금순(林衾巡)씨도 2014년 5월 14일부터 앓았던 폐결핵으로 쓰러져 뇌경색과 류마티스열, 담낭암으로 2018년 1월 5일 새벽 5시 50분에 서울아산병원에서 세상을 떠났다.

## 학력
- 인천여자고등학교 (1956년 졸업)

## 연기 활동

### 텔레비전 드라마
- 1975년 MBC 일일드라마 《양반》 ... 시골 아낙네 역
- 1975년 MBC 주간드라마 《수사반장》 ... 각종 단역
- 1977년 MBC 대하드라마 《타국》 ... 간보 윤기 선생의 계배 청송 심씨 부인 역
- 1980년 MBC 농촌드라마 《전원일기》 ... 각종 단역
- 1987년 MBC 미니시리즈 《인생화보》
- 1989년 MBC 월화드라마 《나비야 청산가자》
- 1990년 MBC 청춘드라마 《우리들의 천국》
- 1990년 MBC 대하드라마 《조선왕조 오백년:대원군》 ... 남연군부인 여흥 민씨 역
- 1990년 KBS1 일일연속극 《울밑에 선 봉선화》 ... 끝순 엄마 역
- 1990년 KBS2 주말연속극 《꽃 피고 새 울면》
- 1990년 KBS1 일일연속극 《대추나무 사랑 걸렸네》 ... 각종 단역
- 1991년 KBS2 수목드라마 《도둑의 아내》
- 1991년 MBC 월화드라마 《장미빛 인생》
- 1992년 KBS1 특집드라마 《너의 이름은 효자》
- 1993년 KBS1 일일연속극 《들국화》
- 1993년 KBS2 수목드라마《희망》
- 1993년 MBC 청춘드라마 《우리들의 천국 시즌 2》
- 1993년 KBS2 단막드라마 《신 손자병법》
- 1993년 KBS2 주말연속극 《연인》
- 1993년 KBS2 주말연속극 《청춘극장》
- 1994년 KBS2 주말연속극 《남자는 외로워》
- 1994년 KBS1 특집드라마 《겨울 도화리》
- 1994년 KBS2 수목드라마 《무당》
- 1994년 SBS 월화드라마 《작별》
- 1994년 KBS2 수목드라마 《숨은 그림 찾기》
- 1994년 KBS2 대하드라마 《역사의 라이벌》
- 1995년 SBS 신년기획 《서울 야상곡》
- 1995년 KBS1 일일연속극 《바람은 불어도》 ... 청자 모 역
- 1995년 KBS2 일요아침드라마 《개성시대》 ... 할머니 역
- 1995년 SBS 주말극장 《옥이 이모》 ... 좌천댁 (종락, 종호 어머니) 역
- 1996년 MBC 아침드라마 《달콤한 인생》 ... 강씨 역
- 1996년 KBS2 월화드라마 《신고합니다》 ... 군단장 할머니 역
- 1996년 KBS2 수목드라마 《머나먼 나라》
- 1997년 KBS2 주말연속극 《파랑새는 있다》 ... 최 여사 역
- 1998년 MBC 수목드라마 《대왕의 길》 ... 최상궁 역
- 1998년 KBS1 TV소설 《은아의 뜰》
- 1998년 MBC 금요드라마 《육남매》 ... 최용순의 어머니 역
- 1998년 MBC 메디컬드라마 《해바라기》 ... 재봉 모 역
- 1999년 SBS 드라마스페셜 《파도위의 집》 ... 소란 모 역
- 1999년 KBS1 일일연속극 《사람의 집》
- 2000년 KBS2 어린이드라마 《요정컴미》
- 2000년 KBS2 월화드라마 《바보같은 사랑》
- 2001년 MBC 수목드라마 《네 자매 이야기》 ... 평양 댁 역
- 2001년 KBS2 월화드라마 《쿨》 ... 하숙집 주인 역
- 2001년 SBS 청춘시트콤 《여고시절》
- 2001년 SBS 드라마스페셜 《피아노》 ... 혜림의 시누이 역
- 2002년 SBS 대하드라마 《야인시대》 ... 박순천 의원 역
- 2002년 SBS 일일드라마 《소문난 여자》 ... 만구 모 역
- 2002년 KBS1 TV소설 《인생화보》 ... 심씨 역
- 2002년 MBC 단막극 《MBC 베스트극장 - 모자사기단 운수 좋은 날》 ... 호자 역
- 2002년 KBS2 월화드라마 《고독》 ... 김이순 역
- 2002년 KBS2 추석특집극 《첨성대의 달》 ... 윤씨 역
- 2002년 itv 일일드라마 《해바라기 가족》 ... 남훈할매 역
- 2003년 MBC 수목미니시리즈 《눈사람》 ... 필승 모 역
- 2003년 MBC 수목드라마 《나는 달린다》
- 2004년 MBC 단막극 《MBC 베스트극장 - 안녕, 클레멘타인》 ... 이성복 모 역
- 2004년 MBC 수목미니시리즈 《사랑한다 말해줘》 ... 능옥 역
- 2004년~2005년 MBC 일요아침드라마 《단팥빵》 ... 한가란과 안남준이 기차에서 만난 할머니 역 (우정출연)
- 2004년 KBS2 수목미니시리즈 《풀하우스》 ... 영재의 조모 역
- 2004년 SBS 광복 60주년 대하드라마 《토지》 ... 김 서방댁 역
- 2005년 SBS 특집드라마 《핑구어리》
- 2005년 KBS2 수목드라마 《열여덟 스물아홉》 ... 떡볶이집 할머니 역
- 2005년 SBS 주말특별기획 《그린 로즈》
- 2005년 SBS 금요드라마 《사랑한다 웬수야》 ... 장희분 역
- 2005년 KBS2 수목드라마 《장밋빛 인생》 ... 봉달희 역
- 2005년 KBS2 단막극 《드라마시티 - 왕대박 황말불》 ... 목포 댁 역
- 2006년 KBS1 대하드라마 《서울 1945》 ... 부안댁 역
- 2006년 MBC 일일연속극 《얼마나 좋길래》 ... 선주 고모 역
- 2006년 SBS 금요드라마 《내 사랑 못난이》 ... 진차연 역
- 2007년 KBS2 일요 아침드라마 《최강 울엄마》 ... 공순녀 역
- 2007년 KBS2 단막극 《드라마시티 - 틈》 ... 양순남 역
- 2007년 SBS 금요드라마 《8월에 내리는 눈》 ... 선구자 역
- 2007년 SBS 주말극장 《황금신부》 ... 맹만덕 역
- 2007년 KBS1 전원드라마 《산 너머 남촌에는》 ... 양산댁 역
- 2007년 KBS2 수목드라마 《인순이는 예쁘다》
- 2008년 KBS1 대하드라마 《대왕 세종》 ... 쇠귀할멈 역
- 2008년 SBS 드라마스페셜 《워킹맘》 ... 안흥분 역
- 2008년 MBC 주말연속극 《내 인생의 황금기》 ... 황 조모 역
- 2008년 SBS 월화드라마 《타짜》 ... 영민 조모 역
- 2008년 KBS2 월화드라마 《그들이 사는 세상》 ... 윤영 모 역
- 2008년 SBS 드라마스페셜 《스타의 연인》 ... 김옥자 역
- 2009년 KBS1 아침드라마 《청춘예찬》 ... 주형 할매 역
- 2009년 SBS 특집드라마 《아버지, 당신의 자리》 ... 성님 역
- 2010년 SBS 월화드라마 《별을 따다줘》 ... 최은말 역
- 2010년 SBS 월화드라마 《커피하우스》 ... 홍복례 역
- 2010년 SBS 드라마스페셜 《내 여자친구는 구미호》 ... 삼신 할머니 역 (우정출연)
- 2011년 SBS 월화드라마 《마이더스》 ... 우금지 역
- 2011년 MBC 주말연속극 《반짝반짝 빛나는》 ... 종로 백곰(고은혜) 역
- 2011년 KBS2 수목드라마 《로맨스 타운》 ... 순금 조모 역
- 2011년~2012년 MBC 주말 특별기획 《애정만만세》 ... 할머니 역 (특별출연)
- 2011년 KBS2 특집드라마 《노리코, 서울에 가다》 ... 삼월 역
- 2011년 KBS2 TV소설 《복희 누나》 ... 최간난 역
- 2012년 MBC 일일연속극 《그대 없인 못살아》 ... 강월아 역
- 2013년 JTBC 일일연속극 《가시꽃》 ... 파주댁 역
- 2013년 MBC 주말연속극 《금 나와라, 뚝딱!》 ... 최광순 역
- 2013년 SBS 일일연속극 《잘 키운 딸 하나》 ... 변종순 역 (인간말종 4. 본작의 서브 악녀 2)
- 2014년 MBC 수목드라마 《내 생애 봄날》 ... 환자 역
- 2014년 MBC 월화드라마 《트라이앵글》 ... 오정희의 할머니 역
- 2015년 KBS2 수목드라마 《고맙다, 아들아》 ... 임 여사 역
- 2015년 MBC 수목드라마 《앵그리맘》 ... 강자 시모 역
- 2015년 tvN 월화드라마 《식샤를 합시다 2》 ... 이점이 역
- 2015년 MBC 주말연속극 《여자를 울려》 ... 복례 역
- 2016년 tvN 월화드라마 《싸우자 귀신아》 ... 김인랑의 할머니 역
- 2016년 JTBC 금토드라마 《판타스틱》 ... 조동보 역

### 영화
- 1965년 《마포사는 황부자》
- 1967년 《가고파》
- 1967년 《보은의 기적》
- 1967년 《상감마마 미워요》
- 1967년 《엘레지의 여왕》
- 1968년 《삼현육각》
- 1968년 《못다한 사랑》
- 1968년 《자주댕기》
- 1968년 《어머니는 강하다》
- 1968년 《화산댁》
- 1968년 《잘 돼 갑니다》
- 1968년 《남》
- 1968년 《유성의 검》
- 1968년 《아리랑》
- 1968년 《순애보》
- 1968년 《맨발의 영광》
- 1969년 《미워도 다시 한 번》
- 1969년 《지하실의 7인》
- 1969년 《차라리 남이라면》
- 1969년 《개구장이 도련님》
- 1969년 《눈 나리는 밤》
- 1969년 《모르는 여인의 편지》
- 1969년 《고원》
- 1969년 《주차장》
- 1969년 《내실》
- 1969년 《봄봄》
- 1969년 《이조 여인 잔혹사》
- 1969년 《겨울 부인》
- 1969년 《팔도 사나이》
- 1969년 《서울 야화》
- 1970년 《복수의 마검》
- 1970년 《5인의 왼손잡이》
- 1970년 《유정검화》
- 1970년 《수호지》
- 1970년 《아무도 모르게》
- 1971년 《항구의 왼손잽이》
- 1971년 《비에 젖은 두 남매》
- 1971년 《대감신랑》
- 1971년 《괴짜 신부》
- 1971년 《다섯개의 단검》
- 1971년 《여인도》
- 1971년 《월남에서 돌아온 김상사》
- 1971년 《처복》
- 1971년 《지금은 남이지만》
- 1972년 《아름다운 팔도강산》
- 1972년 《잘 살아다오 내 딸들아》
- 1972년 《정과 정 사이에》
- 1972년 《화분》
- 1972년 《무녀도》
- 1973년 《섬개구리 만세》
- 1973년 《비바리》
- 1973년 《엄마결혼식》
- 1973년 《방년 18세》
- 1973년 《여대생 또순이》
- 1973년 《산녀》
- 1973년 《별난청춘》
- 1973년 《증언》
- 1974년 《아들 3형제》
- 1974년 《아내들의 행진》
- 1974년 《명동에서 첫사랑을》
- 1974년 《토지》
- 1974년 《울지 않으리》
- 1974년 《낙인》
- 1975년 《연화》
- 1975년 《망나니》
- 1975년 《비녀》
- 1975년 《마지막 포옹》
- 1975년 《애종》
- 1975년 《형사 배삼룡》
- 1975년 《태양의 분노》
- 1975년 《너 또한 별이 되어》
- 1975년 《욕망》
- 1976년 《청춘을 이야기 합시다》
- 1976년 《보르네오에서 돌아온 덕팔이》
- 1976년 《여자의 성》
- 1976년 《어머니》
- 1976년 《아내》
- 1978년 《화려한 외출》
- 1978년 《진짜 진짜 좋아해》
- 1978년 《절정》
- 1978년 《너의 창에 불이 꺼지고》
- 1978년 《꽃신》
- 1978년 《웃음소리》
- 1979년 《오빠하고 누나하고》
- 1979년 《야시》
- 1979년 《정조》
- 1979년 《신궁》
- 1979년 《골목대장》
- 1979년 《을화》
- 1979년 《하늘나라에서 온 편지》
- 1980년 《영원한 유산》
- 1980년 《어느 여대생의 고백》
- 1980년 《남자 가정부》
- 1980년 《마음 약해서》
- 1980년 《짝코》
- 1980년 《병태와 영자 2》
- 1980년 《월녀의 한》
- 1980년 《팔불출》
- 1980년 《그 여자 사람잡네》
- 1980년 《외인들》
- 1980년 《복부인》
- 1980년 《속 병태와 영자》
- 1981년 《아빠 안녕》
- 1981년 《난장이가 쏘아올린 작은 공》
- 1981년 《오늘밤은 참으세요》
- 1981년 《두 아들 2》
- 1981년 《미워도 다시 한번 82 제2부》
- 1981년 《초대받은 사람들》
- 1981년 《어둠의 자식들》 ... 어머니 역
- 1982년 《집을 나온 여인》
- 1982년 《82 바보들의 청춘》
- 1982년 《타인의 둥지》
- 1982년 《내가 사랑했다》
- 1982년 《화순이》
- 1982년 《관 속의 드라큐라》
- 1982년 《여자와 비》
- 1982년 《무녀의 밤》
- 1982년 《날마다 허물벗는 꽃뱀》
- 1982년 《낮은데로 임하소서》 ... 장모 역
- 1982년 《꼬방동네 사람들》
- 1982년 《버려진 청춘》
- 1982년 《어둠의 딸들》
- 1982년 《최인호의 야색》
- 1982년 《오염된 자식들》
- 1983년 《짝코》
- 1983년 《겨울 여자 2》
- 1983년 《안개 마을》
- 1983년 《땜장이 아내》
- 1983년 《송골매의 모두 다 사랑하리》
- 1983년 《여자가 더 좋아》
- 1983년 《마계의 딸》
- 1983년 《참새와 허수아비》
- 1983년 《대학 들개》
- 1983년 《속 사랑하는 사람아》
- 1983년 《얼굴이 아니고 마음입니다》
- 1983년 《바보 선언》
- 1983년 《여인잔혹사 물레야 물레야》
- 1983년 《대학신입생 오달자의 봄》
- 1984년 《외박》
- 1984년 《장대를 잡은 여자》
- 1984년 《그 여름의 마지막 날》
- 1984년 《흐르는 강물을 어찌 막으랴》
- 1984년 《무릎과 무릎 사이》
- 1984년 《수렁에서 건진 내 딸》
- 1984년 《잊혀진 계절》
- 1984년 《젊은 시계탑》
- 1984년 《지금 이대로가 좋아》
- 1984년 《돌아오시는 날》
- 1984년 《사약》
- 1985년 《야망과 도전》
- 1985년 《밤마다 천국》
- 1985년 《차라리 불덩이가 되리》
- 1985년 《그것은 밤에 이뤄졌다》
- 1985년 《화녀촌》
- 1985년 《이별없는 아침》
- 1985년 《고래 사냥 2》
- 1985년 《여자의 대지에 비를 내려라》
- 1985년 《부나비는 황혼이 슬프다》
- 1985년 《물목》
- 1986년 《여왕벌》
- 1986년 《방황하는 별들》 ... 유인자 / 여관주인 역
- 1986년 《달빛타기》
- 1986년 《길소뜸》 ... 석철 아내 역
- 1986년 《심형래의 탐정 큐》
- 1986년 《뛰는 자 나는 자》
- 1986년 《황진이》
- 1987년 《레테의 연가》
- 1987년 《달래내 보슬이》
- 1987년 《도화》
- 1987년 《못다 부른 노래님》
- 1987년 《감자》
- 1987년 《기쁜 우리 젊은 날》
- 1987년 《위기의 여자》
- 1987년 《아다다》 ... 사모 역
- 1988년 《연산일기》
- 1988년 《둥지 속의 철새》
- 1988년 《사방지》 ... 사대부 마님 역
- 1988년 《목밀녀》
- 1988년 《산배암》
- 1988년 《이장호의 외인구단 2》 ... 엄지 모 역
- 1988년 《당신은 안개꽃》 ... 셋집 주인 역
- 1988년 《늑대의 호기심이 비둘기를 훔쳤다》 ... 묘지기 역
- 1988년 《가루지기》
- 1989년 《달콤한 신부들》
- 1989년 《행복은 성적순이 아니잖아요》 ... 창수 부 역
- 1989년 《추억의 이름으로》 ... 어머니 역
- 1989년 《우담바라》
- 1989년 《여인파티》
- 1989년 《신사동 제비》 ... 장모 역
- 1990년 《잠자리에 들 시간》 ... 의상실 주인 역
- 1990년 《추락하는 것은 날개가 있다》 ... 주인 여자 역
- 1990년 《우묵배미의 사랑》 ... 오바로꾸 역
- 1990년 《너는 나의 황홀한 지옥》 ... 부인 역
- 1990년 《있잖아요 비밀이에요》 ... 진희 모 역
- 1990년 《어느 모델의 사랑》
- 1990년 《남부군》 ... 마을 아낙 역
- 1991년 《수잔 브링크의 아리랑》
- 1991년 《외길가게 하소서》
- 1992년 《타악기의 계절》 ... 안씨 역
- 1993년 《비 오는 날의 수채화 2》 ... 노파 역
- 1997년 《로켓트는 발사됐다》 ... 술집 여자 1 역
- 1998년 《크리스마스에 눈이 내리면》 ... 지원 역
- 1999년 《만날 때까지》 ... 박 부인 역
- 2000년 《행복한 장의사》 ... 연이 할매 역
- 2001년 《파이란》 ... 세탁소 아줌마 역
- 2001년 《킬러들의 수다》 ... 의뢰 할머니 역
- 2002년 《라이터를 켜라》 ... 봉구 모 역
- 2003년 《...ing》 ... 아줌마 역
- 2004년 《그녀를 믿지 마세요》 ... 할머니 역
- 2004년 《아라한 장풍 대작전》 ... 반야가인 역
- 2004년 《달마야, 서울 가자》 ... 노 보살 역
- 2005년 《나의 결혼 원정기》 ... 만택 할머니 역
- 2005년 《파랑주의보》 ... 민박집 주인 역 (특별출연)
- 2006년 《우리들의 행복한 시간》 ... 박 할머니 역
- 2007년 《마파도 2》 ... 영광댁/간장 귀신 역
- 2007년 《아들》 ... 강식 모 역
- 2007년 《열한번째 엄마》 ... 백중 모 역
- 2007년 《사랑방 선수와 어머니》 ... 할머니 역 (특별출연)
- 2009년 《해운대》 ... 금련 역[3] (마지막 천만영화)
- 2009년 《국가대표》 ... 봉구 할머니 역
- 2010년 《무적자》 ... 이모 역
- 2011년 《세상에서 가장 아름다운 이별》 ... 할머니 역
- 2011년 단편영화 《자백》
- 2011년 《도가니》 ... 인호 모 역
- 2013년 《고령화가족》 ... 상근댁 역 (특별출연)
- 2013년 《스파이》 ... 철수 모 역 (특별출연)
- 2013년 《결혼전야》 ... 대복 모 역 (특별출연)
- 2015년 《간신》 ... 폐비윤씨 모친 역 (특별출연)
- 2015년 《서부전선》 ... 영광 어머니 역 (특별출연)

## 수상
- 1993년 KBS 연기대상 공로상 들국화, 사랑은 못말려
- 2005년 KBS 연기대상 조연상 장밋빛 인생

## 저서
- 2011년 11월 가톨릭출판사의 ‘고통과 아픔을 기도로 극복한 문화 예술인의 이야기’ 《슈퍼스타》 공저